# Petrovo Polje (gmina Srbija)
Petrovo Polje (cyr. Петрово Поље) – wieś w Serbii, w okręgu zlatiborskim, w gminie Sjenica. W 2011 roku liczyła 17 mieszkańców.